# رونغ تشو
رونغ تشو (بالصينية: 茸主؛ مواليد 7 مارس 2000) هو مُقاتل فنون قتالية مختلطة صيني يُنافس في فئة الوزن الخفيف في يو إف سي.

## وصلات خارجية
لا توجد روابط لمواقع التواصل الاجتماعي.

- رونغ تشو على موقع شيردوغ (الإنجليزية)
- رونغ تشو على موقع Tapology.com (الإنجليزية)